# Konklawe 1799–1800
Konklawe 30 listopada 1799 – 14 marca 1800 – konklawe, które po śmierci Piusa VI wybrało Piusa VII na jego następcę. Było to jedyne konklawe po Soborze w Konstancji (1417), które odbywało się poza Rzymem (w Wenecji).

## Śmierć Piusa VI
Ostatnie lata długiego, 24-letniego pontyfikatu Piusa VI to okres rewolucji francuskiej i wojen rewolucyjnej Francji. Jedną z głównych aren tych wojen były Włochy, gdzie Francuzi pod dowództwem Napoleona Bonaparte walczyli z Austriakami i podbijali suwerenne dotąd państwa włoskie. Inwazja francuska nie ominęła Państwa Kościelnego, które na mocy Traktatu z Tolentino (1797) poniosło poważne straty terytorialne na rzecz Francji. W lutym 1798 Francuzi wkroczyli do Rzymu, gdzie proklamowano republikę. Papież Pius VI uciekł wtedy do Toskanii, tam jednak został schwytany i wywieziony do Francji jako jeniec. Zmarł w areszcie domowym w Valence 29 sierpnia 1799, a wielu uważało, że nie będzie miał następcy (mawiano „Pius szósty i ostatni”).

## Przygotowania do konklawe
Pius VI w ostatnich latach swojego życia wydał dwie bardzo ważne bulle dotyczące wyboru swego następcy: Christi Ecclesiae regendae mundus (3 stycznia 1797) i Cum nos superiori anno (13 listopada 1798). Z uwagi na aktualną sytuację polityczną zarządził w nich, że wybór jego następcy ma się odbyć tam, gdzie uda się zgromadzić możliwie największą liczbę kardynałów i zapewnić im swobodę wyboru (a nie, jak nakazywały dotychczasowe normy, w Rzymie lub miejscu śmierci papieża). Wyznaczenie czasu i miejsca konklawe należało do obowiązków dziekana Kolegium Kardynalskiego.
Giovanni Francesco Albani, 79-letni dziekan Świętego Kolegium, zgodnie z powyższymi normami wyznaczył na miejsce konklawe benedyktyński klasztor św. Jerzego w Wenecji, należącej wówczas do Austrii.
Urząd kamerlinga Świętego Kościoła Rzymskiego, najważniejszy w zarządzie Kościołem w okresie sediswakancji, wakował po śmierci kardynała Carlo Rezzonico w styczniu 1799. Współczesny periodyk Diario Ordinario di Roma w wydaniu z dnia 19 października 1799 informował, jakoby papież Pius VI jeszcze przed śmiercią miał wyznaczyć na to stanowisko swojego siostrzeńca, kardynała Romoaldo Braschi-Onesti, nic jednak nie wskazuje, by faktycznie objął on wówczas ten urząd. Sekretarzem konklawe wybrano Ercole Consalviego, przyszłego kardynała.

## Lista uczestników
W konklawe wzięło udział 35 z 45 kardynałów, w tym 31 Włochów oraz po jednym Angliku (Stuart), Hiszpanie (Lorenzana), Francuzie (Maury) i Czechu (Herczan):
- Giovanni Francesco Albani (nominacja 10 kwietnia 1747) – kardynał biskup Ostia e Velletri; dziekan Świętego Kolegium Kardynałów; prefekt Świętej Kongregacji ds. Ceremoniału; archiprezbiter bazyliki liberiańskiej
- Henry Benedict Stuart (3 lipca 1747) – kardynał biskup Frascati; komendatariusz kościoła prezbiterialnego S. Lorenzo in Damaso; subdziekan Świętego Kolegium Kardynałów; wicekanclerz Świętego Kościoła Rzymskiego; archiprezbiter bazyliki watykańskiej; prefekt Fabryki Świętego Piotra
- Leonardo Antonelli (24 kwietnia 1775) – kardynał biskup Palestriny; prefekt Trybunału Apostolskiej Sygnatury Sprawiedliwości; prefekt Świętej Kongregacji ds. Korekty Ksiąg Obrządków Wschodnich
- Luigi Valenti Gonzaga (15 kwietnia 1776) – kardynał biskup Albano; prefekt Świętej Kongregacji ds. Kościelnych Immunitetów; prefekt ds. ekonomicznych Świętej Kongregacji Rozkrzewiania Wiary
- Francesco Carafa (19 kwietnia 1773) – kardynał prezbiter S. Lorenzo in Lucina; prefekt Świętej Kongregacji ds. Biskupów i Zakonników
- Francesco Saverio de Zelada (19 kwietnia 1773) – kardynał prezbiter S. Prassede; komendatariusz kościoła prezbiterialnego S. Martino ai Monti; penitencjariusz większy; bibliotekarz Świętego Kościoła Rzymskiego
- Guido Calcagnini (20 maja 1776) – kardynał prezbiter S. Maria in Transpontina; arcybiskup Osimo e Cingoli
- Bernardino Honorati (23 czerwca 1777) – kardynał prezbiter Ss. Marcellino e Pietro; arcybiskup Senigallia
- Andrea Gioannetti OSBCam (23 czerwca 1777) – kardynał prezbiter S. Pudenziana; arcybiskup Bolonii
- Hyacinthe Sigismond Gerdil CRSP (23 czerwca 1777) – kardynał prezbiter S. Cecilia; prefekt generalny Świętej Kongregacji Rozkrzewiania Wiary; komendatariusz opactwa terytorialnego Chiusa di S. Michele
- Carlo Giuseppe Filippa della Martiniana (1 czerwca 1778) – kardynał prezbiter bez tytułu; biskup Vercelli
- František Herczan (12 lipca 1779) – kardynał prezbiter S. Croce in Gerusalemme; protektor Austrii i Rzeszy Niemieckiej
- Alessandro Mattei (12 lipca 1779) – kardynał prezbiter S. Maria in Aracoeli; arcybiskup Ferrary
- Gianandrea Archetti (20 września 1784) – kardynał prezbiter S. Eusebio; arcybiskup Ascoli Piceno
- Giuseppe Maria Doria Pamphili (14 lutego 1785) – kardynał prezbiter S. Pietro in Vincoli; sekretarz stanu Stolicy Apostolskiej; prefekt Świętej Konsulty; prefekt Świętej Kongregacji ds. Sanktuarium w Loreto; komendatariusz opactwa terytorialnego Tre Fontane
- Gregorio Barnaba Chiaramonti OSBCas (14 lutego 1785) – kardynał prezbiter S. Callisto; biskup Imoli
- Carlo Bellisomi (14 lutego 1785) – kardynał prezbiter S. Maria della Pace; arcybiskup Ceseny
- Carlo Livizzani (14 lutego 1785) – kardynał prezbiter S. Silvestro in Capite; prefekt Świętej Kongregacji ds. Wód, Bagien Pontyjskich i Doliny Chiana
- Francisco Antonio de Lorenzana (30 marca 1789) – kardynał prezbiter Ss. XII Apostoli; arcybiskup Toledo i prymas Hiszpanii
- Ignazio Busca (30 marca 1789) – kardynał prezbiter S. Maria degli Angeli; prefekt Świętej Kongregacji ds. Dyscypliny Zakonnej
- Stefano Borgia (30 marca 1789) – kardynał prezbiter S. Clemente; prefekt Świętej Kongregacji Indeksu
- Giovanni Battista Caprara (18 czerwca 1792) – kardynał prezbiter S. Onofrio
- Antonio Dugnani (21 lutego 1794) – kardynał prezbiter S. Giovanni a Porta Latina
- Ippolito Antonio Vincenti Mareri (21 lutego 1794) – kardynał prezbiter Ss. Nereo ed Achilleo
- Jean-Siffrein Maury (21 lutego 1794) – kardynał prezbiter SS. Trinita al Monte Pincio; arcybiskup Montefiascone e Corneto
- Giovanni Battista Bussi de Pretis (21 lutego 1794) – kardynał prezbiter S. Lorenzo in Panisperna; biskup Jesi
- Francesco Maria Pignatelli (21 lutego 1794) – kardynał prezbiter S. Maria del Popolo
- Aurelio Roverella (21 lutego 1794) – kardynał prezbiter Ss. Giovanni e Paolo; prodatariusz Jego Świątobliwości
- Giulio Maria della Somaglia (1 czerwca 1795) – kardynał prezbiter S. Sabina; wikariusz generalny diecezji rzymskiej; prefekt Świętej Kongregacji ds. Rezydencji Biskupów; kamerling Świętego Kolegium Kardynałów
- Antonio Maria Doria Pamphili (14 lutego 1785) – kardynał diakon S. Maria ad Martyres; protodiakon Świętego Kolegium Kardynałów
- Romoaldo Braschi-Onesti (18 grudnia 1786) – kardynał diakon S. Nicola in Carcere Tulliano; sekretarz ds. Brewe Apostolskich; wielki przeor zakonu joannitów w Rzymie
- Filippo Carandini (29 stycznia 1787) – kardynał diakon S. Eustachio; prefekt Świętej Kongregacji Dobrego Rządu
- Ludovico Flangini Giovanelli (3 sierpnia 1789) – kardynał diakon S. Agata in Suburra
- Fabrizio Dionigi Ruffo (23 września 1791) – kardynał diakon S. Angelo in Pescheria; protektor królestwa Obojga Sycylii
- Giovanni Rinuccini (21 lutego 1794) – kardynał diakon S. Giorgio in Velabro

Po dwóch elektorów mianowali papież Benedykt XIV (Stuarta i Albaniego) i Klemens XIV (Carafę i Zeladę), pozostali byli nominatami Piusa VI.

### Nieobecni
10 kardynałów nie przybyło do Wenecji:
- Christoph Anton von Migazzi (23 listopada 1761) – kardynał prezbiter Ss. IV Coronati; protoprezbiter Świętego Kolegium Kardynałów; arcybiskup Wiednia
- Dominique de La Rochefoucauld (1 czerwca 1778) – kardynał prezbiter bez tytułu; arcybiskup Rouen
- Johann Heinrich von Frankenberg (1 czerwca 1778) – kardynał prezbiter bez tytułu; arcybiskup Mechelen
- Louis René Édouard de Rohan (1 czerwca 1778) – kardynał prezbiter bez tytułu; biskup Strasburga
- Giuseppe Maria Capece Zurlo CRT (16 grudnia 1782) – kardynał prezbiter S. Bernardo alle Terme; arcybiskup Neapolu
- Vincenzo Ranuzzi (14 lutego 1785) – kardynał prezbiter S. Maria sopra Minerva; arcybiskup Ancona e Umana.
- Muzio Gallo (14 lutego 1785) – kardynał prezbiter S. Anastasia; biskup Viterbo e Toscanella
- José Francisco de Mendoça (14 lutego 1785) – kardynał prezbiter bez tytułu; patriarcha Lizbony
- Antonio de Sentmenat y Castella (30 marca 1789) – kardynał prezbiter bez tytułu; patriarcha Zachodnich Indii; wikariusz generalny hiszpańskiej armii i floty
- Louis-Joseph de Montmorency-Laval (30 marca 1789) – kardynał prezbiter bez tytułu; biskup Metz

Wśród nieobecnych było trzech Włochów, dwóch Niemców, trzech Francuzów i Hiszpan, Portugalczyk. Wszyscy byli nominatami Piusa VI, z wyjątkiem arcybiskupa Wiednia, którego mianował jeszcze Klemens XIII.

## Frakcje
Święte Kolegium było podzielone na trzy grupy:
- neutralnych (zwanych volanti), do których zaliczano Gerdila i Zeladę;
- partię Gorliwych, radykalnych przeciwników zarówno przemian rewolucyjnych, jak i świeckich nacisków na Kościół: Albani, Stuart, Calcagnini, Honorati, Bellisomi, Chiaramonti, Busca, Borgia, Caprara, Maury, Bussi, Pignatelli, Roverella, della Somaglia, Braschi, Rinuccini, Giuseppe Doria i Antonio Doria;
- proaustriackie stronnictwo: Antonelli, Valenti Gonzaga, Carafa, Gioanetti, Martiniana, Mattei, Herczan (oficjalny przedstawiciel Wiednia na konklawe), Archetti, Livizzani, Lorenzana, Dugnani, Vincenti, Carandini, Flangini i Ruffo.

Zgodnie z instrukcjami cesarza Franciszka II stronnictwo proaustriackie miało dążyć do wyboru kardynała Mattei. Kandydatem Gorliwych był niemile widziany przez Austrię Carlo Bellisomi. Swoich przedstawicieli miały też Hiszpania (kardynał Lorenzana) i Neapol (kardynał Ruffo), a nawet wygnany król Francji Ludwik XVIII (kardynał Maury), jednak ich znaczenie było dużo mniejsze. Hiszpania sprzeciwiała się jednak proaustriackiej kandydaturze kardynała Mattei.

## Przebieg konklawe
Konklawe rozpoczęło się 30 listopada 1799, trzy miesiące po śmierci Piusa VI, z udziałem 34 kardynałów. Dopiero 12 grudnia do elektorów dołączył kardynał Herczan.  Początkowo najwięcej głosów (maksymalnie 14 w porannym głosowaniu 19 grudnia) otrzymywał stary, 81-letni prefekt Kongregacji Propaganda Fide Hiacynt Gerdil, ale jego kandydatura upadła wskutek opozycji kardynała Herczana.
Następnie przez kilka tygodni trwał impas: Gorliwi głosowali na kardynała Bellisomiego, który regularnie dostawał ok. 19 głosów, a stronnictwo austriackie na kardynała Mattei, który regularnie dostawał ok. 13 głosów. Nie pomagały żadne próby mediacji. Kiedy na początku marca 1800 ponownie zaproponowano Gerdila, Herczan oświadczył, że cesarz sprzeciwia się tej kandydaturze i że gdyby miało dojść do jego wyboru, zostanie zgłoszone przeciwko niemu weto.
Impas został przełamany dopiero, kiedy w połowie marca zaproponowano benedyktyńskiego kardynała Gregorio Barnabę Chiaramontiego, biskupa Imoli. Nie jest jasne, kto pierwszy zaproponował tę kandydaturę, ale uzyskała ona poparcie wpływowych kardynałów: Maury'ego, Braschiego oraz Albaniego. Gorliwi uznali ją za możliwą do zaakceptowania, mimo że Chiaramonti znany był z dość liberalnych poglądów. O wyniku ostatecznie przesądziło zaangażowanie sekretarza konklawe Ercole Consalviego na rzecz Chiaramontiego, zdołał on bowiem przekonać niezdecydowanego kardynała Herczana do tej kandydatury.

## Wybór Piusa VII
14 marca 1800, po trzech i pół miesiąca obrad, 58-letni kardynał Gregorio Barnaba Chiaramonti został jednogłośnie wybrany na papieża (tylko on sam zagłosował na dziekana Albaniego) i przyjął imię Piusa VII, na cześć swojego poprzednika. 21 marca nowy papież został koronowany w jednym z weneckich kościołów przez protodiakona Doria-Pamphili. W ciągu kilku miesięcy Pius VII z pomocą nowego sekretarza stanu Ercole Consalviego unormował (choć nie na długo) stosunki z napoleońską już wówczas Francją i 3 lipca wkroczył do Rzymu, owacyjnie witany przez jego mieszkańców.

## Uzupełniające źródła internetowe
- Pope Pius VII Catholic Encyclopedia
- Pope Pius VII
- Conclave of December 1, 1799 to March 14, 1800
- Papst Pius VII.. damian-hungs.de. [zarchiwizowane z tego adresu (2013-05-27)].
- SEDE VACANTE 1799-1800